# Aenima
Эта статья о португальской группе. Об альбоме группы Tool см. Ænima
Aenima — португальская рок-группа из города Алмада. Исполняет музыку таких стилей, как готик-рок, дарквейв, этереал. Название группы намекает на латинское слово «anima», означающее душу. Группа отличается меланхоличными, медленными композициями на основе гитарного звука и чистым женским вокалом.
Музыкальные критики зачастую сравнивают Aenima с такими коллективами, как Cocteau Twins и Dead Can Dance.

## История
Группа Aenima была основана в 1997 году гитаристом и продюсером Рюне (Rune) (ранее работал в группе Millennium) и певицей Кармен (Carmen) (ранее работала в группах Poetry of Shadows и Isiphilon). Вскоре в коллектив вошли басист Пауло (Paulo), гитарист Нор (Nor) и ударник Хьюго (Hugo). Основным автором текстов к песня группы стала вокалистка Кармен.
Дебютный альбом группы получил название «Revolutions» и был выпущен в 1999 году компанией Symbiose. Изначально участники Aenima подписали контракт на выпуск двух альбом, но рекорд-лейбл вскоре разорился, и группе пришлось искать нового издателя.
Следующая пластинка группы, названная «Never Fragile», была выпущена компанией Equilibrium Music в 2002 году. В «Never Fragile» вошло лишь 6 композиций, в связи с чем этот альбом относят к категориям EP или макси-синглов. Альбом был высоко оценен критикой.
В 2003 году Aenima выпустила свой второй полноформатный альбом, получивший название «Sentient». Альбом был издан американской компанией Middle Pillar Presents, ранее с европейскими группами не работавшей. Таким образом, Aenima стала первой европейской группой, выпускающейся этим американским лейблом.
Исполнявшая партии вокала на всех трёх альбомах Aenima Кармен покинула группу после выпуска альбома «Sentient». Вскоре на её место пришла новая вокалистка Сюзана (Susana), выпускница Консерватории Лиссабона. По состоянию на 2007 группа работала на записью нового альбома, название которого пока не определено.

## Дискография
- 1999 — Revolutions (Symbiose)
- 2002 — Never Fragile (Equilibrium Music, EQM00002)
- 2003 — Sentient (Middle Pillar Presents, MPP00984)
- 2004 — Puppet Circus Picture Disc